# Restes d'un pont sobre el torrent Turonell
Les Restes d'un pont sobre el torrent Turonell és una obra de Castellfollit de la Roca (Garrotxa) inclosa a l'Inventari del Patrimoni Arquitectònic de Catalunya.

## Descripció
Sota la cinglera basàltica del poble de Castellfollit de la roca es conserven les despulles d'un pont medieval, situat damunt el torrent Turonell. És apreciable l'arrencada de l'arc de la riba esquerra, així com els forats emprats per sostenir les bastides en el moment de la construcció. Va ser realitzat amb carreus molt ben treballats i avui s'ha transformat en incorporar una estructura de ferro i fusta sobre els antics basaments.
Originàriament va disposar d'una sola arcada que possiblement fou destruïda en un dels aiguats que també va malmetre l'altre pont medieval, el pont Trencat, ubicat un km aigües avall.